# Вадия (Шри-Ланка)
Вадия (сингал. වාඩියා, тамил. வடிய) — небольшая деревня в Шри-Ланке, расположенная в Центральной Провинции. Она расположена в 280 км от столицы провинции города Канди, к востоку от Панавелуллы и к западу от Гурулупоты.
В деревне располагается буддистский храм Wadiya Sri Sudassanaramaya, банк Wadiya Sanasa Bank, и магазин Naraddage.